# Орт, Ким
Ким Орт (англ. Kim Orth) — американский биохимик, исследователь Медицинского института Говарда Хьюза (с 2015), занимающая именную кафедру Юго-западного медицинского центра Техасского университета, профессор. Член НАН США (2020).
Лауреат Merck Award (2018).
Выросла на Юге, уже в ранние годы показала успехи в математике. Поступила в колледж учиться на психолога, однако увлечется биохимией и получит степень бакалавра уже в этой области (Техасский университет A&M, 1984). Работала техником в лаборатории молекулярной биологии, поступит в аспирантуру в Калифорнийский университет в Лос-Анджелесе, получит там степень магистра биохимии (1986). Однако бросит ту, перегруженная с подработкой. Вернется в Техас, где станет работать секретарем в бизнесе своего отца. Продолжая испытывать тягу к науке, устроится техником HHMI в Центре химии белка Юго-западного медицинского центра Техасского университета. Затем присоединилась к генетической лаборатории дрозофилы. Получит степень доктора философии по биохимии в лаборатории Joseph Sambrook (Юго-западный медицинский центр Техасского университета, 1993). В то же время познакомится со своим будущим супругом. Они переедут из Техаса в Мичиган, где станут работать в Мичиганском университете. После получат штатные должности преподавателей в Юго-Западном университете Техаса. Откроет свою лабораторию. Член Texas Academy of Medicine, Engineering, Science and Technology (2020).
Есть дети.